# Argonáuticas órficas
Las Argonáuticas órficas (Ὀρφέως Ἀργοναυτικά; Argonautica Orphica) son un poema épico, de autor anónimo, cuyo argumento se basa en el mito de la expedición de los argonautas en busca del vellocino de oro.
En el poema, narrado en primera persona desde la perspectiva de Orfeo, uno de los héroes participantes en la expedición, se aprecian abundantes rasgos de la doctrina órfica. La fecha de composición es incierta. Su extensión es de 1.377 versos.

## Contenido
Tras invocar a Apolo para que le conceda inspiración, Orfeo empieza relatando cómo el rey Pelias de Yolco ordenó a Jasón recuperar el vellocino de oro que se encontraba en poder del rey Eetes de la Cólquida. Bajo la protección y ayuda de Hera, Jasón obtiene un barco llamado Argo para realizar el viaje y recluta 50 héroes para realizar la expedición. Acude a Tracia para conseguir la participación de Orfeo por la necesidad de contar con su música y su canto y este accede a acompañarle.
Orfeo narra con brevedad las vicisitudes del camino de ida, en el que los argonautas pasaron por el monte Pelión, la isla de Lemnos, el territorio de los dólopes, el reino de Cícico, Arganto, Bitinia y las rocas Cianeas. Se recrea narrando diversos momentos en los que su canto fue elemento destacado como en la botadura del barco, en una competición de canto en la que Orfeo se impone al centauro Quirón y en cómo fue necesario para atravesar las rocas Cianeas.
Ya en la Cólquide los argonautas fueron recibidos de manera hostil por Eetes pero gracias a los cantos de Orfeo y la ayuda de Medea, hija de Eetes, Jasón pudo obtener el vellocino. Eetes envía a su hijo Apsirto en persecución de los argonautas y de Medea, que se había enamorado de Jasón y había huido con él. Los argonautas matan a Apsirto.
Los argonautas emprenden el camino de regreso en medio de grandes fatigas a través del río Fasis, el Bósforo Cimerio, la laguna Meótide, territorios de diversos pueblos del Cáucaso, la región hiperbórea, el territorio de los macrobios y de los cimerios, el río Aqueronte, la región de Hermionia, la isla de Yerne, la isla de Circe, en la que los argonautas son purificados del crimen de Apsirto, la desembocadura del río Tartesos, las columnas de Hércules,  Sicilia, donde estuvieron a punto de ser destruidos por Caribdis, las rocas de las sirenas, donde el canto de Orfeo se impuso al de las sirenas, que se suicidaron, y Córcira. Allí, en el territorio de los feacios, fueron alcanzados por los barcos de los colcos, que reclamaron ante los reyes feacios poder llevarse a Medea de regreso a la Cólquida para que pagara por la muerte de su hermano. Para tomar la decisión, la reina Arete propone a su esposo Alcínoo que deben comprobar si Medea aún es virgen, en cuyo caso debería regresar junto a su padre o en caso contrario permanecería junto a su esposo. Los argonautas se enteraron de la resolución mediante Hera y esa misma noche, en el Argo, Medea perdió su virginidad con Jasón, por lo que este se quedó con ella.
Tras pasar por Creta y por el cabo Malea, en el que Orfeo tiene que volver a realizar sacrificios para que los dioses favorecieran el regreso, los argonautas llegan por fin a Yolco y Orfeo regresa a Tracia.